# Dymnica (osada)
Dymnica (kaszb. Dëmnicô) – osada w Polsce, położon w województwie pomorskim, w powiecie lęborskim, w gminie Wicko.
Wchodzi w skład sołectwa Sarbsk.
Do 2024 r. miejscowość była przysiółkiem osady Ulinia. W latach 1975–1998 przysiółek administracyjnie należał do województwa słupskiego.
W kierunku północnym od Dymnicy (nad Bałtykiem) znajduje się rezerwat przyrody Mierzeja Sarbska.